# Ledeira knighti
Ledeira knighti är en insektsart som beskrevs av Zhang 1990. Ledeira knighti ingår i släktet Ledeira och familjen dvärgstritar. Inga underarter finns listade i Catalogue of Life.